# Ashes of Love
Ashes of Love (chinês: 香蜜沉沉烬如霜, pinyin: Xiāng mì chénchén jìn rú shuāng) é uma série de televisão chinesa de romance e fantasia de 2018, estrelada por  Andy Yang, Allen Deng e Leo Luo, dirigida por Zhu Ruibin e inspirada no romance de Dian Xian, Heavy Sweetness, Ash-like Frost.
A série estreiou em 2 de agosto de 2018, pela Jiangsu TV. Em janeiro de 2019, a série atingiu 15 bilhões de visualizações.

## Sinopse
Preocupada com os perigos e decepções que uma futura provação amorosa causaria à filha, a Deusa Floral, em seu leito de morte, dá à filha uma pílula que tornará a fada das flores de gelo, Jin Mi, incapaz de se apaixonar. Contudo, a astúcia da mãe não evitará que os irmãos celestiais, o imortal do fogo, Xu Feng, e o imortal da Noite, Run Yu, disputem seu coração.

## Elenco

### Protagonistas
| Ator        | Personagem                | Introdução |
| ----------- | ------------------------- | --- |
| Deng Lun    | Xufeng (旭凤)             | Segundo príncipe do Reino Celestial. É a divindade do Fogo e o Deus da Guerra. Sua verdadeira forma é uma fênix. Ele se torna o Rei Demoníaco após seu renascimento no Reino Demoníaco.                                                                                         |
| Andy Yang   | Jin Mi (锦觅)             | Um espírito de uva, cuja verdadeira identidade é uma fada da flor do gelo de seis pétalas. Filha da Deusa Floral e da Divindade da Água. É ingênua e altruísta, mas não entende o verdadeiro significado do amor devido à pílula mágica que recebeu ao nascer.                  |
| Leo Luo     | Runyu (润玉)              | Príncipe mais velho do Reino Celestial; é a Divindade da Noite. Pessoa gentil e calma e extremamente calculista. Com a morte de sua mãe, passa a lutar pelo trono Sua verdadeira forma é a de um dragão.                                                                        |
| Wang Yifei  | Suihe (穗禾)              | Princesa da Tribo Ave; orgulhosa e arrogante, ela exerce grande responsabilidade em assegurar o poder dentro de sua tribo. Uma aliada próxima da Imperatriz, ela comete inúmeros crimes e crueldades na tentativa de se casar com Xufeng. Sua verdadeira forma é a de um pavão. |
| Chen Yuqi   | Liuying (鎏英)            | Princesa Demoníaca. Uma garota alegre e franca, e uma valente guerreira. Vive um relacionamento romântico e trágico com seu guarda-costas, Muci |
| Zou Tingwei | Qiyuan (奇鸢) Muci (暮辭) | É manipulado e escravizado pela Imperatriz Celestial para cometer os crimes que ela deseja, mas permanece gentil decoração. Vive um romance trágico com Liuying. |

### Coadjuvantes

#### Reino Celestial
| Ator           | Personagem                                                                     | Introdução |
| -------------- | ------------------------------------------------------------------------------ | --- |
| He Zhonghua    | Taiwei (太微)                                                                  | Imperador Celestial. Governante do Reino Celestial. Um mulherengo egoísta e possessivo, ele é adepto de fazer uso de outras pessoas para atingir seus objetivos. Sua verdadeira forma é a de um dragão dourado.                                                 |
| Kathy Chow     | Tuyao (荼姚)                                                                   | Imperatriz Celestial. Governante da Tribo Ave. É uma mulher cruel que causou a morte da Deusa Floral. Ela planeja se livrar de quaisquer ameaças à ascensão de Xufeng ao Imperador Celestial, incluindo Jinmi e Runyu.                                          |
| Xia Zhiyuan    | Dan Zhu (丹朱) Casamenteiro Imortal da Lua (月下仙人) Raposa Imortal (狐狸仙） | Sua verdadeira forma é a de uma raposa. Irmão mais novo de Taiwei; Tio de Xufeng e Runyu. Conhecido por sua personalidade travessa e aparência jovem, ele é o responsável pelo amor e casamento de todos os mortais. Deseja unir Xufeng e Jin Mi como um casal. |
| Wang Renjun    | Luolin (洛霖)                                                                  | Divindade da Água. Pai de Jin Mi e o amor do passado de Zifen. Um homem elegante e refinado que se mantém fora dos assuntos da Corte, mas é leal e prestativo para aqueles em necessidade.                                                                      |
| Wang Yuanke    | Lin Xiu (临秀)                                                                 | Vento Imortal. Esposa que foi prometida a Luolin. Uma mulher meiga e gentil que era uma boa amiga de Zifen e, mais tarde, trata Jin Mi como se fosse sua filha.                                                                                                 |
| Fan Mianlin    | Suli (簌离)                                                                    | Princesa Peixe Dragão. Senhora do Lago Dongting. Mãe biológica de Runyu, deu à luz ao seu filho após ser seduzida pelo Imperador Celestial por sua semelhança com Zifen. Ela planejou por anos sua vingança contra a Imperatriz Celestial por matar sua tribo.  |
| Liao Jingfeng  | Senhor Puchi (扑哧君) Yanyou (彦佑)                                            | Serpente Imortal. Depois de ser banido do Reino Celestial, foi adotado por Suli, torando-se um de seus afilhados. Segue os planos de sua mãe adotiva. Fez amizade com Jinmi depois de salvá-la dos ataques de Qiongqi há milhares de anos.                      |
| Du Yuchen      | Kuang Lu (邝露)                                                                | Filha do Imortal Taiji. Se voluntária como subordinada de Runyu, se passando por homem, devido à sua admiração por ele, e permanece leal a ele a partir disso.                                                                                                  |
| Sa Dingding    | Imortal Yuanji (缘机仙子)                                                      | Uma imortal que se encarrega da sorte e destino dos seres humanos (na mitologia chinesa, um Siming). Ela tem uma amizade com o Imortal da Lua. |
| Zhang Junran   | Lord Liaoyuan (燎原君) Qin Tong (秦潼)                                         | Guarda pessoal de Xufeng |
| Li Yixuan      | Lorde Doumu (斗姆元君)                                                         | Mestre de Luolin, Lin Xiu e Zifen. |
| Li Yongtian    | Taishang Laojun (太上老君)                                                     | |
| Zhang Shihong  | Imortal Taiji (太巳仙人)                                                       | |
| He Junlin      | Deus do Trovão Yunxiang (云响雷公)                                             | |
| Liu Siying     | Deusa do Raio Shengguang (圣光电母)                                            | |
| Li Xuefeng     | Rato Imortal (鼠仙)                                                            | Líder dos Imortais do Zodíaco. Subordinado de Suli, que a ajuda a coletar informações no Reino Celestial. |
| Zhang Xiaoyang | Liao Ting (了听)                                                               | Subordinado de Xufeng |
| Cui Binbin     | Fei Xu (飞絮)                                                                  | Subordinado de Xufeng |
| Zheng Ge       | Po Jun (破军)                                                                  | Soldado Celestial recrutado por Xufeng |
| Fu Hongsheng   | Yinque (隐雀)                                                                  | Ancião da Tribo Ave |
| Dong Xiaobai   | Queling (雀灵)                                                                 | Servo de Suihe |
| Liu Haochen    | Lianchao (廉晁)                                                                | Irmão de Taiwei e primeiro amor de Tuyao |
| Liu Xiangping  | Deidade da Terra (土地仙)                                                      | |
| Zhong Sutong   | Pequena Fada (小仙女)                                                          | |

#### Reino Floral
| Ator         | Personagem                    | Introdução |
| ------------ | ----------------------------- | --- |
| Zhang Yanyan | Zifen (梓芬)                  | Deusa Floral. Governante do Reino Floral. A mãe de Jinmi. Ela morreu no parto após ser atacada pela Imperatriz Celestial                                              |
| Peng Yang    | Chefe Peônia (牡丹芳主)       | Chefe regente do Reino Floral após a morte da Deusa Floral. |
| Ma Jing      | Chefe Begônia (海棠芳主)      | |
| Wen Luhan    | Chefe Magnólia (玉兰芳主)     | |
| Furou Meiqi  | Rourou (肉肉) Qianghuo (羌活) | Um espírito de suculenta. Amiga de Jinmi, que morreu ao salvá-la dos ataques de Qiongqi. Durante a provação mortal de Jin Mi, volta à vida para uma última despedida. |
| Ning Wentong | Lao Hu (老胡)                 | Espírito de Cenoura. Um ancião do Reino Floral. |
| Xia Yiyao    | Lianqiao (廉晁)               | Espírito de flor. |
| Wu Wenxuan   | Chefe do Pavilhão (芳主)      | |
| Duan Yu      | Chefe do Pavilhão (芳主)      | |

#### Reino Demoníaco
| Ator        | Personagem             | Introdução                                          |
| ----------- | ---------------------- | --------------------------------------------------- |
| Lu Yong     | Rei Yancheng (焱城王)  | Governante do Reino Demoníaco                       |
| Yao Qingren | Rei Biancheng (卞城王) | Pai de Liuyin                                       |
| Song Yunhao | Gucheng (固城王)       | Homem ambicioso que deseja usurpar o reino para si. |
| Wang Siyu   | Chishou (炽狩)         | Filho do Rei Yancheng                               |
| Li Silang   | Xuanshou (炫狩)        | Filho do Rei Yancheng                               |
| Hu Mianyang | Qiongqi (穷奇)         | Uma fera lendária                                   |

#### Reino Mortal
| Ator       | Personagem                  | Introdução |
| ---------- | --------------------------- | --- |
| Sun Ning   | Senhor Nanping (南平侯)     | Um membro da realeza do Reino de Huaiwu e pai de Suihe no reino humano. Ele tem como objetivo matar Xufeng durante seu julgamento mortal e usurpar o trono. |
| Zhou Yihua | Chanceler Fu (傅相)         | Chanceler do Reino de Huaiwu. |
| Tuo Gufeng | General Ji Chong (偏将齐冲) | Subordinado de Nanping. |
| Wen Jing   | Jingjie (荆芥)              | Anciã da Tribo de Curandeiros. Adotou Jinmi durante sua provação mortal.                                                                                    |

## Produção
Foram iniciadas as gravações da série em junho de 2017 e concluídas em outubro de 2017.
Em 27 de abril de 2017, Deng Lun é anunciado como o protagonista masculino do drama. 

## Trilha Sonora
| Trilha Sonora de Cinzas do Amor (香蜜沉沉烬如霜 电视原声音乐专辑) | Trilha Sonora de Cinzas do Amor (香蜜沉沉烬如霜 电视原声音乐专辑) | Trilha Sonora de Cinzas do Amor (香蜜沉沉烬如霜 电视原声音乐专辑) | Trilha Sonora de Cinzas do Amor (香蜜沉沉烬如霜 电视原声音乐专辑) | Trilha Sonora de Cinzas do Amor (香蜜沉沉烬如霜 电视原声音乐专辑) | Trilha Sonora de Cinzas do Amor (香蜜沉沉烬如霜 电视原声音乐专辑) |
| Nº                                                                | Título                                                            | Letra                                                             | Música                                                            | Interpretes                                                       | Nota                                                              |
| ----------------------------------------------------------------- | ----------------------------------------------------------------- | ----------------------------------------------------------------- | ----------------------------------------------------------------- | ----------------------------------------------------------------- | ----------------------------------------------------------------- |
| 1.                                                                | 不染 (pinyin: Bù rǎn, lit. ‘Imáculado’)                           | Hai Lei                                                           | Jason Hong                                                        | Mao Buyi (versão 1) Sa Dingding (versão 2) Jian Hongyi (versão 3) | Tema de abertura                                                  |
| 2.                                                                | 左手指月 (pinyin: Zuǒshǒu zhǐ yuè, lit. ‘Até chegar a Lua’)       | Yu Hong                                                           | Sa Dingding                                                       | Sa Dingding                                                       | Tema de encerramento                                              |
| 3.                                                                | 天地无霜(pinyin: Tiāndì wú shuāng, lit. ‘Mundo Sem Gelo’)         | Yu Hong                                                           | Sa Dingding                                                       | Andy Yang & Allen Deng (dueto) Allen Deng (solo)                  | [ 36 ]                                                            |
| 4.                                                                | 情霜 (pinyin: Qíng shuāng, lit. ‘Amor Gelado’)                    | Yu Hong                                                           | Sa Dingding                                                       | Andy Yang                                                         |                                                                   |

## Recepção
Este drama foi um sucesso comercial, tendo o primeiro lugar em audiência durante o seu período de transmissão, batendo a marca de dez milhões de visualizações.
A série também teve críticas positivas, fazendo 7.7 pontos no Douban. O drama foi elogiado por seu enredo leve, mas fundamentado, alta qualidade e beleza de cenografia e figurinos bem-feitos, assim como o bom ritmo da trama e a excelente performance dos atores.
Entretanto, a série recebeu críticas e gerou polêmicas pela decisão de sua produtora em misturar dois roteiros, o que gerou complicações na definição dos créditos de narrativa. Rumores de tempo extra ao protagonista foram negados pelo produtor Liu Ning, que declarou que o bom drama é aquele que não se fixa no protagonista ou na protagonista.

## Prêmios e Indicações
| Prêmio                                                                            | Categoria                                                       | Indicado                                       | Resultado | Ref.   |
| --------------------------------------------------------------------------------- | --------------------------------------------------------------- | ---------------------------------------------- | --------- | ------ |
| 24º Prêmio Huading                                                                | Melhor ator (Drama de Época)                                    | Allen Deng                                     | Indicado  | [ 44 ] |
| 24º Prêmio Huading                                                                | Melhor Atriz (Drama de Época)                                   | Andy Yang                                      | Indicado  | [ 44 ] |
| 7º iQiyi All-Star Carnival                                                        | Prêmio Popolaridade (Ator)                                      | Deng Lun                                       | Venceu    | [ 45 ] |
| 12º Prêmio Tencent Video Star                                                     | Ator Mais Popular da TV                                         | Deng Lun                                       | Venceu    | [ 46 ] |
| 12º Prêmio Tencent Video Star                                                     | Atriz Mais Popular do Ano na TV                                 | Andy Yang                                      | Venceu    | [ 47 ] |
| 12º Prêmio Tencent Video Star                                                     | Top 10 Séries                                                   | Cinzas do Amor                                 | Venceu    | [ 46 ] |
| Capital do Entretenimento O 2º prêmio Seixo Dourado                               | Melhor Projeto de Episódio                                      | Cinzas do Amor                                 | Venceu    | [ 48 ] |
| Referencia em Midia Interna - Guia de Tv 2018 Forúm de Cúpula de Influência Móvel | O Mais Influente Produtor de Dramas de 2018 da Lista Fingertips | Liu Ning                                       | Venceu    | [ 48 ] |
| Referencia em Midia Interna - Guia de Tv 2018 Forúm de Cúpula de Influência Móvel | O Drama Mais Visto Em Celulares de 2018 da Lista Fingertips     | Cinzas do Amor                                 | Venceu    | [ 48 ] |
| Weibo Séries de TV taiwanesa                                                      | Drama Mais Influente do Weibo 2018                              | Cinzas do Amor                                 | Venceu    | [ 49 ] |
| V Cúpula de Influência 2018                                                       | 2018 Melhor Produtor de Drama de 2018                           | Liu Ning                                       | Venceu    | [ 50 ] |
| Prêmio TV Drama 2018 (Weibo TV Series)                                            | Top 10 Dramas Mais Populares                                    | Cinzas do Amor                                 | Top 3     | [ 51 ] |
| Prêmio TV Drama 2018 (Weibo TV Series)                                            | Top 10 Atores Mais Populares                                    | Allen Deng                                     | Top 3     | [ 51 ] |
| Prêmio TV Drama 2018 (Weibo TV Series)                                            | Top 10 Atores Mais Populares                                    | Yang Zi                                        | Top 5     | [ 51 ] |
| Prêmio TV Drama 2018 (Weibo TV Series)                                            | Casal Mais Popular das Telas                                    | Andy Yang e Allen Deng                         | Venceu    | [ 51 ] |
| Prêmio TV Drama 2018 (Weibo TV Series)                                            | Momento Mais Imperdíveis                                        | "Você me amou...?" "Nunca."                    | Venceu    | [ 51 ] |
| Prêmio TV Drama 2018 (Weibo TV Series)                                            | Momento Mais Imperdíveis                                        | "Você finalmente se tornou minha esposa feia." | Top 5     | [ 51 ] |
| Cerimônia do Prêmio Weibo                                                         | Weibo Honraria Anual de Drama do Momento                        | Cinzas do Amor                                 | Venceu    | [ 52 ] |
| Cerimônia do Prêmio Weibo                                                         | Weibo Artista Mais Popular                                      | Allen Deng                                     | Venceu    | [ 52 ] |
| Cerimônia do Prêmio Weibo                                                         | Deusa do Weibo                                                  | Andy Yang                                      | Venceu    | [ 52 ] |
| Tencent Entertainment White Paper                                                 | Atriz de Televisão Mais Popular do Ano                          | Andy Yang                                      | Venceu    | [ 53 ] |
| Classificação Geral Anual de Papéis Modelos do Cinema e TV 2018                   | Atriz Mais Popular                                              | Andy Yang                                      | Venceu    | [ 54 ] |
| Classificação Geral Anual de Papéis Modelos do Cinema e TV 2018                   | Produtor de Drama do Ano                                        | Liu Ning                                       | Venceu    | [ 54 ] |
| Classificação Geral Anual de Papéis Modelos do Cinema e TV 2018                   | Diretor de Drama do Ano                                         | Zhu Ruibin                                     | Venceu    | [ 54 ] |
| Classificação Geral Anual de Papéis Modelos do Cinema e TV 2018                   | Roteirista de Séries do Ano                                     | Ma Jia                                         | Venceu    | [ 54 ] |
| Influence of Recreational Responsibilities Awards                                 | TV Drama do Ano                                                 | Cinzas do Amor                                 | Venceu    | [ 55 ] |
| Terceiro Festival de Cinema e Internet                                            | Atriz Mais Capaz                                                | Kathy Chow                                     | Venceu    | [ 56 ] |
| Seoul International Drama Awards                                                  | Drama Estrangeiro Mais Popular do Ano                           | Cinzas do Amor                                 | Venceu    | [ 57 ] |